# 절식

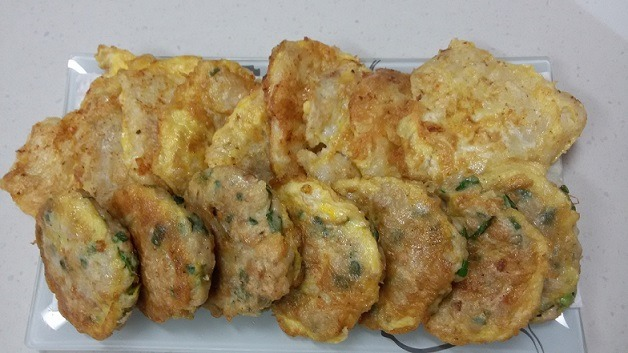
절식으로 먹는 동태전과 동그랑땡

절식은 명절을 맞아 그 뜻을 기리면서 만들어 먹는 전통 음식이다.

## 같이 보기
- 시식